# 生坂ダム殺人事件
生坂ダム殺人事件（いくさかダムさつじんじけん）とは1980年（昭和55年）3月に生坂ダム（長野県東筑摩郡生坂村：東京電力）で発生・発覚した殺人事件。

## 概要
1980年（昭和55年）3月29日、放水後の生坂ダム（長野県東筑摩郡生坂村）の湖底から、東筑摩郡麻績村在住の会社員男性（当時21歳）が、水死体となって発見された。数日前に被害者が立ち寄り先に友人女性を残したまま、別の車に乗った後に行方不明となっていたことや、遺体がビニール紐で縛られていたことなど、不審な点もあったが、松本警察署や長野県警察本部はこれを自殺として処理した。
判断の理由は、被害者が特に争うこともなく、自ら他の車に乗り込んだこと、紐が被害者自身でも縛ることが可能な状態であったこと、遺体には頸部の索条痕以外に目立った外傷が無く、解剖および検死により、死因が生坂ダムの水による溺死であると推定されること、被害者が複数の場所で「死にたい」という旨を発言していたことなどによる。この際警察は、目撃者である被害者の友人女性の証言にあった、被害者を連れ去った大型黒色乗用車を特定できなかった。また、本事件の発覚当時、長野県警は本事件に捜査員約120人を投入していたが、同時期に発生していた「富山・長野連続女性誘拐殺人事件」の捜査に多くの捜査員を投入していたことから、大谷昭宏（ジャーナリスト）や土本武司（元最高検察庁検事・帝京大学教授）はそれぞれ、本事件の捜査が疎かになった可能性を指摘している。
しかし、2000年（平成12年）4月14日、覚醒剤取締法違反の罪で服役していた男から、「人を殺したので話をする。」という内容の手紙が豊科警察署の署長宛に送達される。男の供述によれば、男は1980年3月1日、知人と2人で車に乗っていたところ、松本市内の運動公園駐車場に友人女性と車で来ていた被害者男性と、知人との間でトラブルとなった。その後に被害者男性を自分たちの車に乗せ、紐で縛り、生きたままダムに投げ込んだとするものである。犯行に使われたと見られるビニール紐を購入した店も特定された。一方、被害者の母親は「息子が自殺するわけはない」と独自に事件を調べていたが、『朝日新聞』松本支局は20年間にわたって彼女からの取材を継続しており、後に本事件が殺人事件であると断定された際にスクープを取ることに成功した。
この供述により、松本署は捜査を再開したが、この時点で事件から20年が経過していたため、捜査資料の多くが保存期間切れで廃棄されており、供述内容のみでの即断ができなかった。しかし、県警は約3年をかけて再捜査を行い、自白から3年後の2003年（平成15年）10月6日付で、松本署は男を長野地方検察庁へ書類送検した。しかし、この時点で既に殺人罪の公訴時効（当時は15年）が成立しており、起訴はできず、不起訴処分となった。また、民事訴訟の時効（20年）も既に成立していた。なお、男は同月11日に刑務所を出所している。
長野県警は同年9月に捜査ミスを認め、被害者の遺族に謝罪している。

## その他
長野県公安委員だった河野義行（松本サリン事件で無実ながら長野県警やマスメディアから犯人視された人物）は、長野県警がこの事件を他殺と断定できなかったのはやむを得ないとして擁護する意見を出していたが、河野が長野県警糾弾の先鋒になることを期待した田中康夫県知事と対立することになったため、更迭された。

## 同系統の事件
- 久留米同僚殺害事件 - いったんは自殺として捜査が打ち切られたが、被害者の遺族や友人の捜査によって、他殺であることが判明し、事件発生から6年後に犯人が逮捕された事件[15]。
- 徳島自衛官変死事件 - 自殺であるとして、捜査は打ち切られたが、被害者の遺族や友人は不審な点があるとして調査を続けている。